# Buena Vista (Michigan)
Buena Vista – jednostka osadnicza w Stanach Zjednoczonych, w stanie Michigan, w hrabstwie Saginaw.